# 4230 ван ден Берг
4230 ван ден Берг (4230 van den Bergh) — астероїд головного поясу, відкритий 19 вересня 1973 року.
Тіссеранів параметр щодо Юпітера — 3,042.